# Liste des Premiers ministres de la république turque de Chypre du Nord
Cet article liste les Premiers ministres de la république turque de Chypre du Nord.

## Liste des Premiers ministres de Chypre du Nord (depuis 1976)

### Premiers ministres de l'État fédéré turc de Chypre(1976-1983)
- Nejat Konuk (1976-1978)
- Osman Örek (1978)
- Mustafa Çağatay (1978-1983)

### Premiers ministres de larépublique turque de Chypre du Nord(depuis 1983)
- Nejat Konuk (1983-1985)
- Derviş Eroğlu (1985-1994)
- Hakkı Atun (1994-1996)
- Derviş Eroğlu (1996-2004)
- Mehmet Ali Talat (2004-2005)
- Ferdi Sabit Soyer (2005-2009)
- Derviş Eroğlu (2009-2010)
- İrsen Küçük (2010-2013)
- Sibel Siber (2013)
- Özkan Yorgancıoğlu (2013-2015)
- Ömer Kalyoncu (2015-2016)
- Hüseyin Özgürgün (2016-2018)
- Tufan Erhürman (2018-2019)
- Ersin Tatar (2019-2020)
- Ersan Saner (2020-2021)
- Faiz Sucuoğlu (2021-2022)
- Ünal Üstel (depuis 2022)